# Henri Ier de Guise
Pour les articles homonymes, voir Henri de Lorraine.
 (février 2015).
Henri de Lorraine, 3e duc de Guise et 2e prince de Joinville,, dit « le Balafré », né le 31 décembre 1550 à Joinville (Haute-Marne) et mort assassiné le 23 décembre 1588 à Blois (Loir-et-Cher), est un prince issu d'une branche cadette de la maison de Lorraine.
À la tête d'un puissant réseau nobiliaire, il devient populaire pendant les guerres de Religion en se posant comme le défenseur de la foi catholique. Après avoir participé au massacre de la Saint-Barthélemy (1572), il s'illustre à plusieurs reprises sur le champ de bataille en combattant les protestants. Prince de Joinville, puis duc de Guise (1563), il tient, en tant que grand maître et pair de France, une place d'importance à la cour.
Chef de la Ligue catholique (1584), il aspire à gouverner la France. Son but avoué est de réduire l'influence politique du parti protestant en France, en vertu du principe de catholicité de la couronne, mais il n’est pas à exclure une ambition personnelle appuyée sur une logique de clan et une rivalité entre diverses factions proches du pouvoir et de la famille royale. Il devint le maître de Paris après la journée des Barricades du 12 mai 1588, mais est assassiné avec son frère le cardinal Louis de Lorraine sur ordre du roi de France, Henri III, lors des états généraux au château de Blois. Leurs morts provoquent indirectement l'assassinat du roi l'année suivante.

## Biographie

### Jeunesse

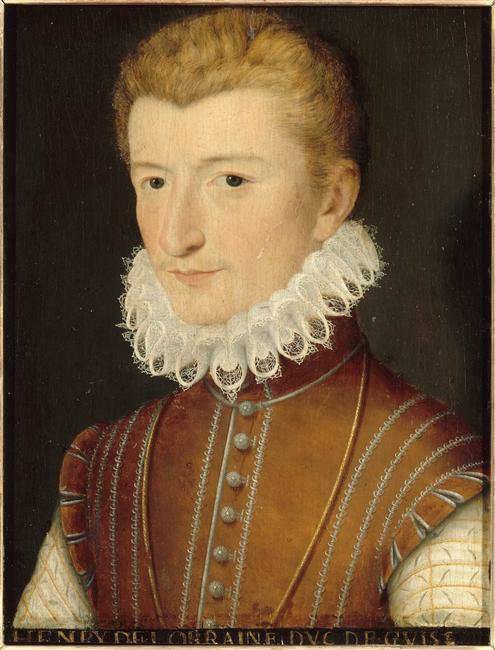
Henri de Lorraine, duc de Guise (vers 1566-1568), Versailles, musée de l'Histoire de France.

Henri de Lorraine-Guise est le fils aîné de François de Lorraine, deuxième duc de Guise, chef militaire de prestige, assassiné en 1563 par un protestant. Sa mère Anne d'Este est une importante princesse de la cour. Par elle, il descend du roi Louis XII, d'Anne de Bretagne et de Lucrèce Borgia.
À la mort de son père, Henri de Lorraine-Guise n'a que treize ans. Il est alors placé sous la tutelle de son oncle Charles, cardinal de Lorraine, qui se charge de son éducation. Soucieux de son apprentissage militaire, le cardinal le pousse à voyager en Europe pour acquérir de l'expérience. En 1565, il se bat en Hongrie contre les Turcs. Quand il revient en France, devenu adulte et chef de la maison de Guise, il reprend naturellement la place que tenait son père parmi les chefs catholiques. À la tête d'un puissant réseau nobiliaire, il cherche à entretenir le prestige et la popularité acquis autrefois par son père. C'est ainsi qu'il participe activement aux deuxième et troisième guerres de Religion, aux côtés du duc d'Anjou (le futur Henri III). Il s'illustre aux batailles de Saint-Denis (10 novembre 1567) et de Jarnac (13 mars 1569), où est assassiné le prince de Condé. Après s'être couvert de gloire lors de la défense de Poitiers, assiégée par Coligny, il prend part à la bataille de Moncontour (3 octobre 1569), au cours de laquelle il est blessé.
À vingt ans, Henri de Guise a l'ambition d'épouser la sœur du roi, la princesse Marguerite de France, espérant ainsi resserrer les liens entre sa maison et la dynastie régnante. Mais cette alliance, qui n'est pas du goût de la reine-mère Catherine, ne se fera pas. Henri de Guise s'unit donc le 4 octobre 1570 à Catherine de Clèves, comtesse d'Eu et princesse de Château-Regnault, fille du feu duc de Nevers.

### La Saint-Barthélemy

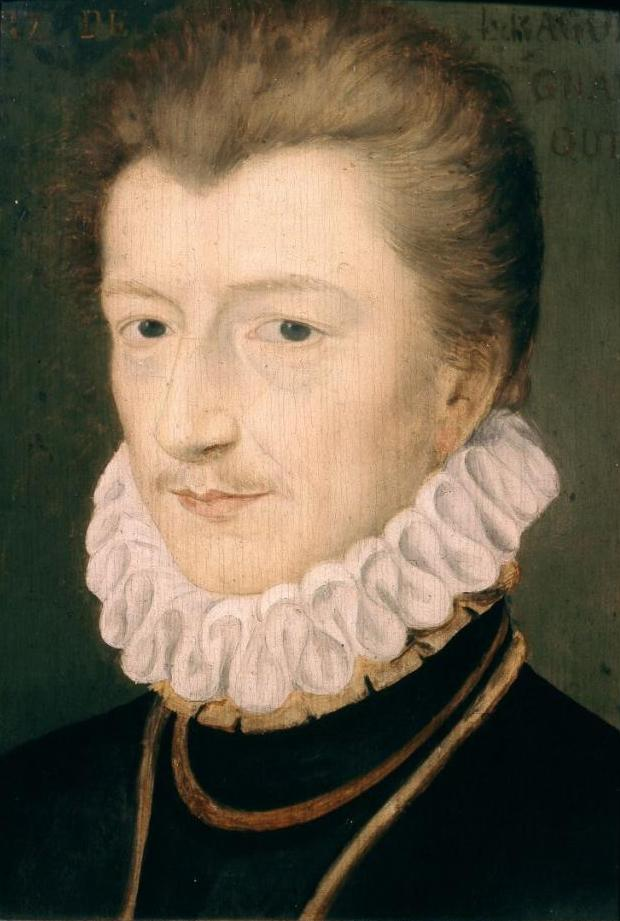
Atelier de François Clouet, Henri 1er de Guise, Cracovie, musée Czartoryski.

Certains soupçonnent Henri de Guise d'avoir été le commanditaire du meurtre de l'amiral Gaspard de Coligny, chef de file du parti protestant en 1572. Le duc de Guise aurait ainsi voulu venger son père François, assassiné neuf ans auparavant par le huguenot Jean de Poltrot de Méré. Bien que Coligny ait toujours nié avoir armé le bras du tueur, l'amiral s'était néanmoins publiquement réjoui de la mort du chef militaire catholique qui assiégea Orléans lors de la première guerre de religion (1562–1563).
Aucune preuve ne permet d'affirmer que le jeune duc Henri ait pu jouer concrètement un rôle dans cette vendetta familiale. Il est possible qu'il se soit fait déborder par certains membres dépendant de sa maison et portés sur une action violente, ou qu'il ait fermé les yeux sur leurs intentions meurtrières. De nombreux incidents avaient éclaté en province à la fin de l'automne 1571 entre les partisans des Guise et ceux de Coligny. L'attitude du cardinal de Lorraine, qui se trouvait alors à Rome, montre que les Guise avaient surtout l'intention en cette période tendue de ne pas déplaire au roi et d'accepter la paix. Si le tireur était lié de loin à la clientèle des Guises, certains historiens comme Arlette Jouanna ne considèrent pas Henri de Guise comme le commanditaire de ce crime puisque sa place à la cour de Charles IX n'était pas bien assurée. Henri de Guise encourait un risque de disgrâce.
Durant la nuit de la Saint-Barthélemy, le 24 août 1572, Henri conduit la troupe qui doit exécuter l'amiral de Coligny, l'homme qu'il tenait pour responsable de la mort de son père. Il est présent à l'hôtel de Coligny lorsque ce dernier est tué et défenestré. Accompagné de son oncle, le duc d'Aumale, Henri de Guise pourchasse ensuite les chefs protestants qui, logés sur la rive gauche, dans le faubourg Saint-Germain sont parvenus à s'échapper. Henri n'est donc pas dans la ville au plus fort du massacre de la Saint-Barthélemy. Il n'y rentre que le lendemain, bredouille, sans avoir pu mettre la main sur le comte Gabriel Ier de Montgommery, chef militaire huguenot.
Pendant les jours suivants, il assure sur l'ordre du roi le rétablissement de l'ordre dans la cité. Envoyé dans les rues pour arrêter les massacres et les pillages, les témoignages laissent penser qu'il fut plutôt complaisant avec les massacreurs. Il détient avec son oncle le contrôle des portes de la ville et délivre les passeports pour en sortir. Son hôtel sert également de refuge pour les protestants qui relèvent de sa clientèle. Henri de Guise aurait ainsi hébergé plusieurs gentilshommes et fugitifs protestants. Il escorte enfin sa grand-mère protestante Renée de France pour la mettre en sécurité en dehors de la ville.

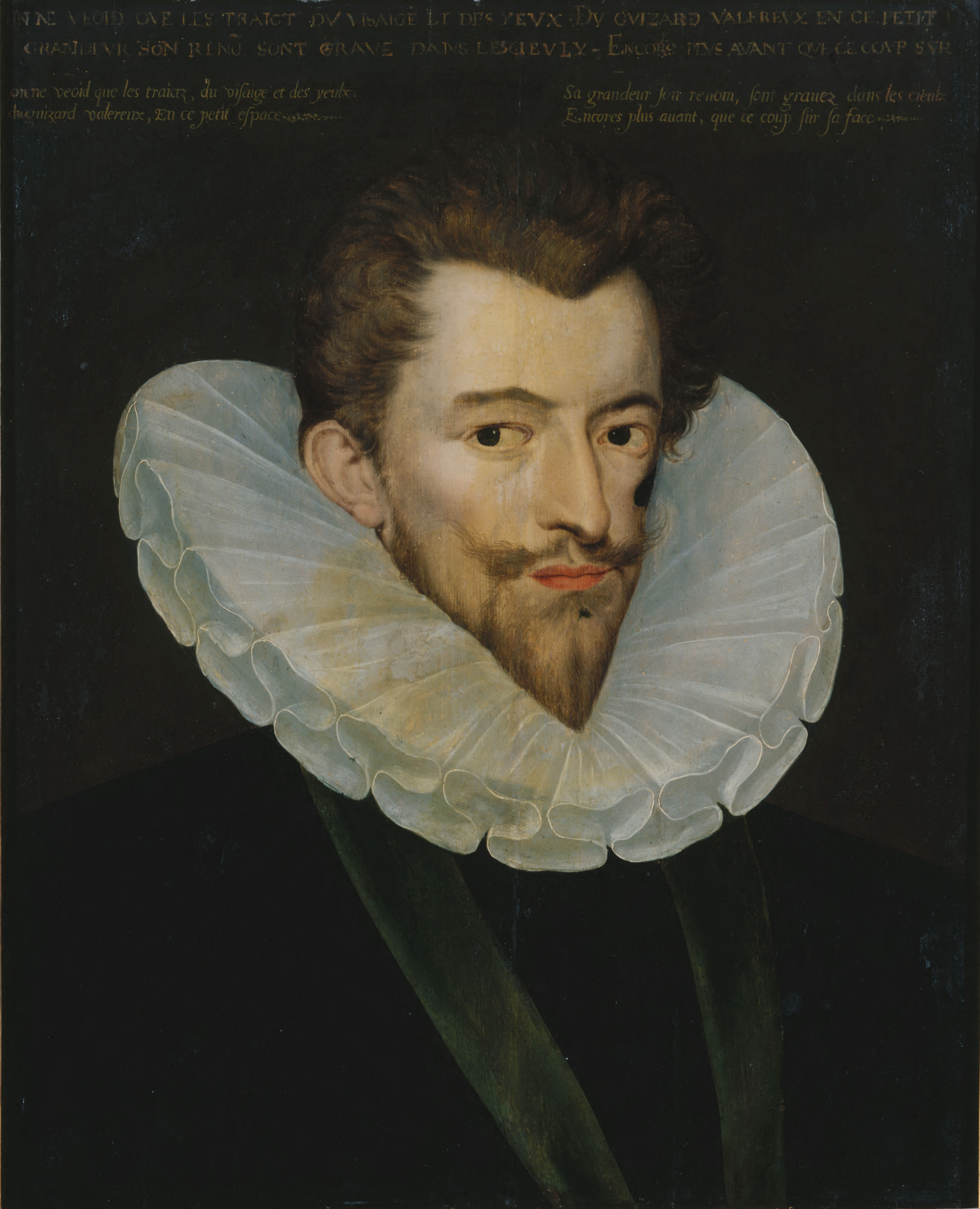
Anonyme, de Guise (vers 1580-1585), Paris, musée Carnavalet.

### Un prince de la cour d'HenriIII
Sous le règne d'Henri III, le duc de Guise continue d'être le pilier du catholicisme ultra. Il accroît sa renommée en battant les protestants à la bataille de Dormans (10 octobre 1575). Il y reçoit une importante blessure au visage qui le marque physiquement et qui est à l'origine de son surnom d'Henri le Balafré (selon certains auteurs, son père avait le même surnom). Chef de l'opposition aux protestants, il semble avoir secrètement soutenu les premières ligues populaires qui naissent en 1576.
Dans une cour dominée par le conflit entre le roi et son frère, son influence politique semble moins importante. Le duc de Guise y exerce la charge de grand-maître de France. Il s'oppose à l'ascension sociale des mignons du roi. D'une commune volonté avec son épouse, il ordonne la construction du château d'Eu, au Nord de la Normandie, en 1578.

### Le chef de la Ligue

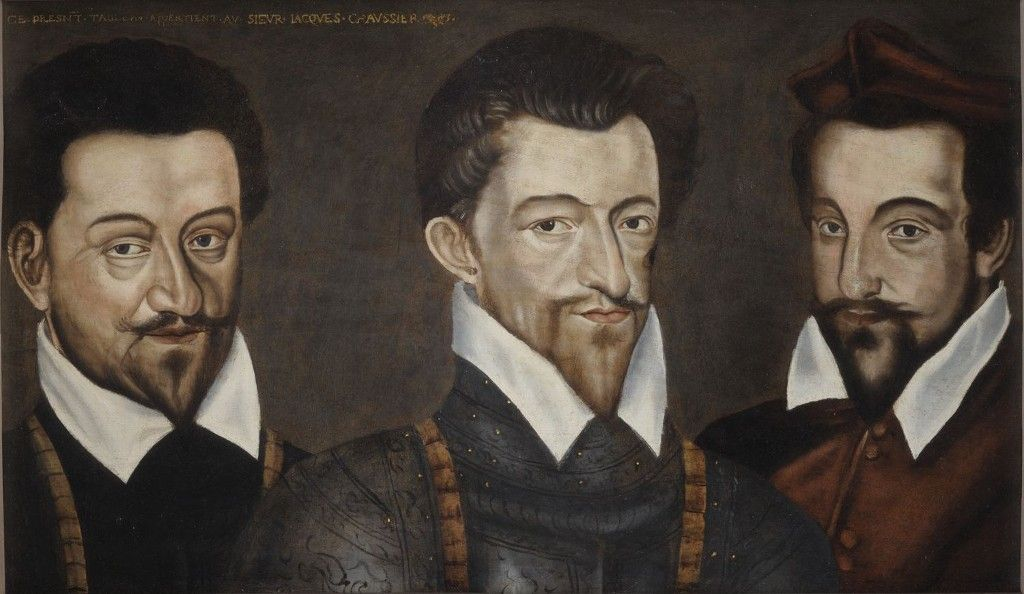
École française du XVIe siècle, Les trois Guise (après 1580) : les frères Charles, duc de Mayenne ; Henri, duc de Guise ; Louis, cardinal de Guise. Musée des beaux-arts de Blois.

En 1584, Henri III reconnaît comme son héritier légitime Henri de Navarre, le chef de la maison de Bourbon, la maison rivale des Guise. Henri de Guise mène alors un mouvement de fronde, connu sous le nom de Ligue ou la Sainte Ligue. À ce titre, il signe le traité de Joinville avec le roi Philippe II d'Espagne, en vertu duquel ce dernier apporte son soutien financier à la ligue. Il est l'un des promoteurs de l'édit de Nemours (7 juillet 1585) par lequel Henri III révoque l'édit de pacification et relance la guerre contre les protestants.
Lors de la huitième guerre de religion, à la tête des troupes catholiques, il vainc successivement les protestants à Vimory (26 octobre 1587) puis à Auneau (24 novembre 1587). Il détruit la saline de Saulnot, propriété de la principauté de Montbéliard.
Revenu à Paris le 9 mai 1588 malgré l'interdiction formelle du roi, il prend une part très active dans la journée des Barricades (12 mai 1588). D'autre part, on le soupçonne d'être à la solde de Philippe II, principal ennemi des protestants en Europe, qui prépare une offensive décisive contre le protestantisme en envoyant le 29 mai 1588 l'Invincible Armada contre l'Angleterre. Toutes ces menaces affaiblissent Henri III et contraignent le roi à signer l'édit d'union (15 juillet 1588) par lequel le duc de Guise devenait lieutenant-général des armées du royaume. Le fait que le duc de Guise ait véritablement ambitionné de s'emparer du pouvoir reste toutefois un sujet de débat pour les historiens. Il n'en reste pas moins que, aux yeux du roi, Guise devient à juste titre un rival à éliminer.
Le 2 octobre 1588 débutent les états généraux au château de Blois. La nouvelle de l'échec de l'« Invincible Armada » en août 1588 conforte le roi. Cependant, la ligue est majoritaire et le duc entame une nouvelle épreuve de force contre le roi. Le 17 décembre 1588, Louis, cardinal de Guise, représentant du clergé aux états généraux, aurait porté un toast à son frère le duc de Guise en disant : « Je bois à la santé du roi de France. »

### L'assassinat du duc de Guise
Le 23 décembre 1588, Henri de Guise est assassiné sur l'ordre d'Henri III qui l'avait convoqué dans son « cabinet vieux », voisin de la salle du Conseil du château de Blois, sous prétexte d'un prochain déplacement. Guise pense que le roi va enfin le nommer connétable. Alors que le duc passe dans la chambre du roi pour se rendre à ce cabinet, il tombe dans un guet-apens : huit membres des « Quarante-Cinq », la garde personnelle du roi, se ruent sur lui pour l'exécuter. Le duc parvient à riposter et blesser quatre adversaires avant de s'effondrer, percé d'une trentaine de coups d'épée et de dagues, le sieur de Loignac l'achevant en lui enfonçant son épée dans les reins. Son frère Louis, entendant ses appels de détresse, se précipite dans les appartements du roi, mais il est aussitôt arrêté. On retrouve sur le duc ce billet portant son écriture : 

« Pour entretenir la guerre en France, il faut sept cens mille écus, tous les mois »

Son corps est confié à Richelieu, grand prévôt de France, qui par commandement du roi le fait dépecer par le bourreau puis brûler à la chaux vive avant que ses cendres ne soient dispersées dans la Loire. Le même jour sont arrêtés sa mère Anne, son fils Charles. Son frère Louis est exécuté puis brûlé, les cendres jetées à la rivière le lendemain. Quoique apocryphe, un célèbre mot historique est continuellement prêté à Henri III. Voyant étendu à ses pieds le corps de son ennemi qui mesurait presque deux mètres, le roi se serait exclamé : « Il est plus grand mort que vivant ! ».

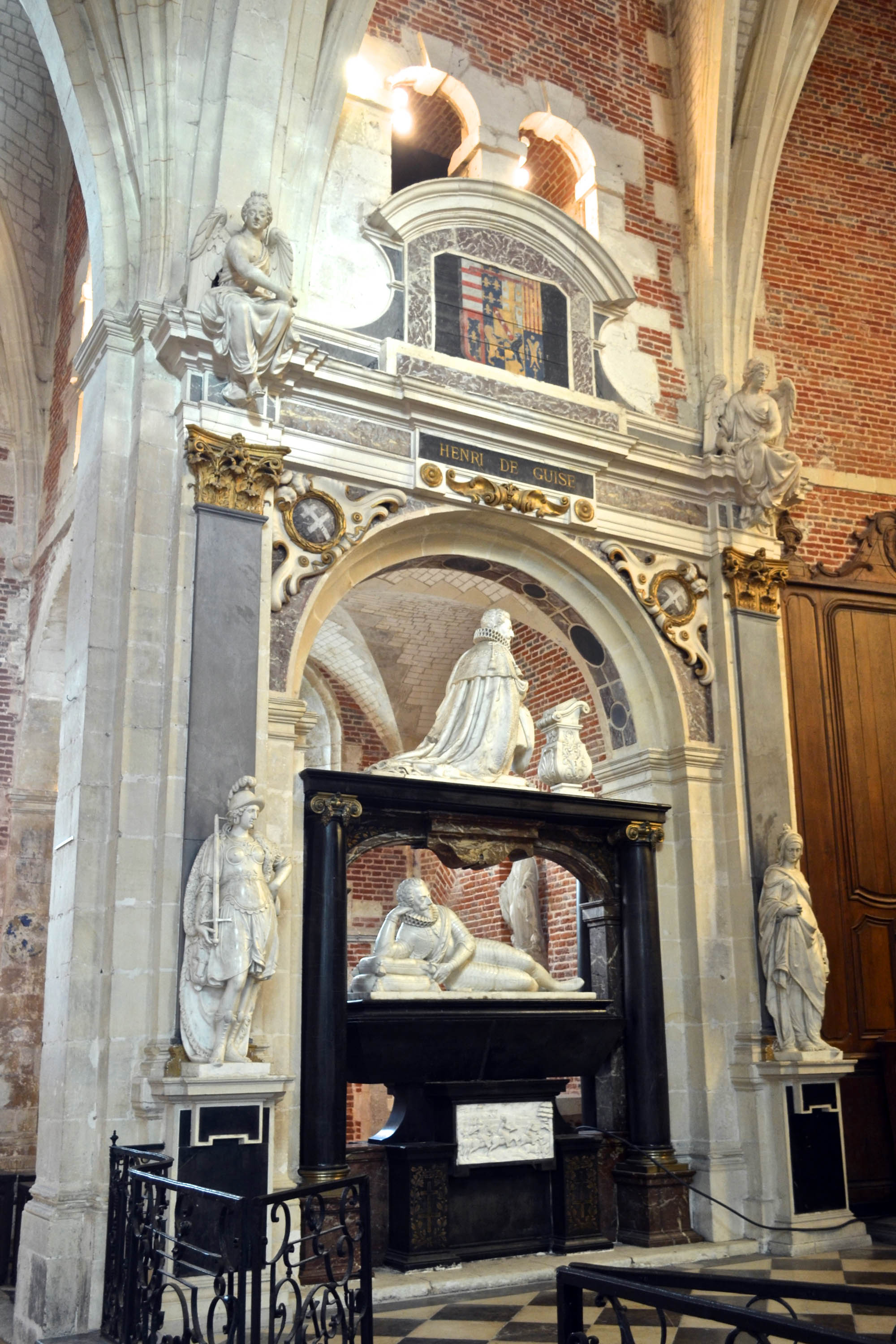
Son monument funéraire.

Le martyre des princes lorrains est à l'origine d'une véritable construction hagiographique et politique à travers des libelles catholiques publiés par les imprimeurs parisiens. Cet épisode illustre ainsi la capacité naissante de l'imprimé à mobiliser les foules contre un pouvoir jugé inique. Cet assassinat a inspiré plusieurs artistes, que ce soit dans la peinture ou le cinéma : voir L'Assassinat du duc de Guise.
Le monument funéraire d'Henri de Lorraine, duc de Guise, est dans la Chapelle du collège des jésuites d'Eu, en face de celui de son épouse, Catherine de Clèves, qui fonda cette chapelle au début du XVIIe siècle. Ce monument représente deux fois Henri de Lorraine. L'une des sculptures le montre allongé sur le côté droit, le visage appuyé sur sa main droite, l'autre le montre priant.

## Possessions
Henri Ier de Guise possédait notamment le duché de Guise, la principauté de Joinville, les domaines de Meudon et Marchais, son épouse celui d'Eu. Ces domaines passent après eux à leur fils Charles de Lorraine, 4e duc de Guise (1571-1640).

## Descendance

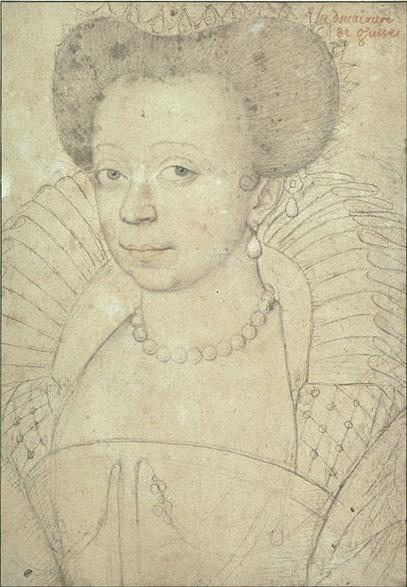
École française du XVIe siècle,Portrait de Catherine de Clèves, duchesse de Guise et comtesse d'Eu, épouse d'Henri de Guise, Paris, musée du Louvre.

De Catherine de Clèves, Henri de Lorraine, 3e duc de Guise, a eu 14 enfants dont 7 ont atteint l'âge adulte :
- Charles Ier de Lorraine-Guise, 4e duc de Guise (1571-1640) ;
- Henri de Lorraine (1572-1574) ;
- Catherine de Lorraine (1573-1573) ;
- Louis de Lorraine-Guise, cardinal de Guise, archevêque de Reims (1575-1621) ;
- Charles de Lorraine (1576-1576) ;
- Marie de Lorraine (1577-1582) ;
- Claude de Lorraine-Guise, duc de Chevreuse (1578-1657) ;
- Catherine de Lorraine (née en 1579) ;
- Christine de Lorraine (1580-1580) ;
- François de Lorraine (1581-1582) ;
- Renée de Lorraine (1585-1626), abbesse de Saint-Pierre-les-Dames ;
- Jeanne de Lorraine (1586-1638), prieure du monastère de Prouilhe, puis abbesse de Notre-Dame de Jouarre ;
- Louise-Marguerite de Lorraine (1588-1631), mariée en 1605 à François de Bourbon, prince de Conti (mort en 1614), puis à François de Bassompierre ;
- François-Alexandre de Lorraine, chevalier de Guise (1589-1614)[16].

## Postérité dans la culture

### Littérature
- Madame de La Fayette, Histoire de la princesse de Montpensier (1662), raconte la romance imaginaire entre le duc de Guise et la princesse, dans Nouvelles du XVIIe siècle, Pléiade Gallimard, 1997 ; Livre de Poche, 2003 ; Folio, 2009.

### Théâtre
- Pierre Matthieu, La Guisiade (1589).
- Christopher Marlowe, The Massacre at Paris (1593).
- George Chapman, The Tragedy of Bussy D'Ambois (1607), centrée autour du personnage de Bussy et de ses amours avec la comtesse de Montsoreau.
- George Chapman, The Revenge of Bussy D'Ambois (1613), qui met en scène l'assassinat du duc de Guise.
- John Dryden et Nathaniel Lee, The Duke of Guise (1683), qui met en scène le conflit entre Henri III et le duc et finit par son assassinat.
- Alexandre Dumas, Henri III et sa cour (1829).

### Cinéma et télévision
- L'Assassinat du duc de Guise (1908), film réalisé par André Calmettes et Charles Le Bargy, interprété par Albert Lambert.
- Cendres de vengeance (1923) de Frank Lloyd, interprété par Boyd Irwin.
- La Reine Margot (1954), réalisé par Jean Dréville d'après le roman éponyme d'Alexandre Dumas, interprété par Guy Kerner.
- L'Assassinat du duc de Guise (1960), téléfilm réalisé par Stellio Lorenzi dans la série La caméra explore le temps, interprété par Georges Descrières.
- Hardi ! Pardaillan (1964), réalisé par Bernard Borderie, interprété par Jean Topart.
- Catherine de Médicis, téléfilm réalisé par Yves-André Hubert, diffusé en 1989, interprété par Aurélien Recoing.
- La Reine Margot (1994), réalisé par Patrice Chéreau d'après le roman éponyme d'Alexandre Dumas, interprété par Miguel Bosé.
- La Dame de Monsoreau téléfilm de Michel Hassan, interprété par Albert Goldberg.
- La Princesse de Montpensier (2010), réalisé par Bertrand Tavernier, d'après la nouvelle éponyme de Madame de La Fayette, interprété par Gaspard Ulliel.